# 阿夫拉贾灌溉体系
阿夫拉贾灌溉体系是阿曼的一处世界遗产，包括阿曼阿夫拉贾的五个灌溉系统，包括穆耶塞尔法拉吉（阿拉伯语：‎，Falaj al Muyassar）、海特敏法拉吉（阿拉伯语：‎，Falaj al Khaţmīn）、达里斯法拉吉（阿拉伯语：‎，Falaj Dāris）、迈勒基法拉吉（阿拉伯语：‎，Falaj al Malkī）和杰莱法拉吉（阿拉伯语：‎，Falaj al Jaylah）。这五个灌溉系统可以代表阿曼大约3000个类似的灌溉系统。“阿曼的阿夫拉贾灌溉体系”是该灌溉系统的登录名称，于2006年由联合国教科文组织在世界遗产大会上通过。

## 历史
阿夫拉贾（阿拉伯语：‎，aflāj）是法拉吉（阿拉伯语：‎，falaj）的复数形式，后者原意为“分裂”。
从考古学来看，大约在前2500年时该地就已经存在灌溉系统，但目前普遍认为源自500年左右。

## 原理
阿夫拉贾灌溉体系的水源来自地底和山泉水等，具体分为3类：
- Ghaili
乾谷水，将近占阿夫拉贾地区水源的一半（48%）。
- Aini
山泉水，约占28%。
- Daoudi
地下水，约占24%。

取水后，利用重力将水源向远处输送，通常可以送达至几千米远。此外，还会建立瞭望台，目的是保护水资源系统。

## 世界遗产
阿夫拉贾灌溉体系于2006年列入联合国教科文组织世界遗产，登录名称为阿曼的阿夫拉贾灌溉体系，其中登录面积1,456 ha，周围设16,404 ha的缓冲区。除了灌溉系统以外，还包括例如清真寺、古老的房屋、日晷以及拍卖水的大楼等建筑。

### 登录基准
该世界遗产被认为满足世界遺產登錄基準中的以下基準而予以登錄：
- （v）代表某一个或数个文化的人类传统聚落或土地使用，提供出色的典范－特别是因为难以抗拒的历史潮流而处于消灭危机的场合。